# Мусампа, Нордин
Нордин Мусампа (нидерл. Nordin Musampa; родился 13 октября 2001 года, Алмере, Нидерланды) — нидерландский футболист, защитник.

## Клубная карьера
Мусампа — воспитанник клубов «Алмере Сити» и «Аякс».
18 апреля 2022 года подписал трёхлетний контракт с клубом «Гронинген».
10 января 2025 года перешёл в «Витесс», подписав контракт на любительской основе. 12 января дебютировал за клуб в матче Эрстедивизи против ВВВ-Венло.

## Международная карьера
В 2018 году в составе юношеской сборной Нидерландов Мусампа выиграл юношеский чемпионат Европы в Англии. На турнире он сыграл в матче против команды Испании.

## Личная жизнь
Нордин является племянником бывшего футболиста Кики Мусампы.

## Достижения
Международные
 Нидерланды (до 17)
- Юношеский чемпионат Европы — 2018